# Municipio Seboruco
El Municipio Seboruco es uno de los veintinueve municipios que forman parte del Estado Táchira en Los Andes de Venezuela. Su capital es la población de Seboruco. Tiene una extensión de 117 km², según estimaciones del INE su población para el año 2007 es de 11 000 habitantes.

## Historia
Su fundación data del año 1827 por Enrique Rojas y Lorenzo Duque. Es catalogada como la Ciudad Marqués de los Andes.

## Geografía

### Límites
Limita al norte con el municipio San Judas Tadeo, al sur con los municipios Michelena y José María Vargas, al este con el municipio Jáuregui y al oeste con los municipios Antonio Rómulo Costa y Ayacucho.

## Economía
La zona presenta una destacada actividad agrícola, caracterizada por la producción de cultivos de alta calidad como tomate, cambur, café, caña panelera y cebollín. Además, cuenta con unidades intensivas de explotación lechera, así como unidades extensivas dedicadas a la cría de ganado criollo y mestizo.
En el ámbito cultural, se registran 47 artesanos que trabajan diversas técnicas como talla en madera, cestería, greda, barro, piedra, elaboración de instrumentos musicales, dulces típicos y representaciones de fachadas tradicionales, entre otras expresiones.

## Cultura
Entre las agrupaciones culturales activas del municipio se encuentran la Academia de Danzas Lauoremit, la Banda Show Medarda Piñero, la Banda Municipal Don Pablo Mora Rojas, Brisas del Torcoroma y la Agrupación Tambor y Son, esta última reconocida como la única agrupación de tambor de los Andes venezolanos. También forma parte del panorama musical local la agrupación Banmedarpi Seboruco.
Los principales promotores culturales del municipio incluyen a la licenciada Laura de Rojas, el licenciado Orlando Rojas (director de Cultura Municipal) y el licenciado Félix Contreras (director de la Banda Municipal). Asimismo, destaca la labor de la licenciada Laura Labrador, promotora cultural y directora de la Academia Lauoremit, quien además es creadora del proyecto Labor Social, desarrollado en los años 2015 y 2016 con la participación de las reinas del ferial.
Entre las edificaciones culturales más relevantes del municipio se encuentran la capilla Sierva Medarda de Piñero, la iglesia Tres Torres San Pedro de Seboruco, la Casa de la Cultura Presbítero Pedro Oswaldo García, la Casa de Nuestra Sierva de Dios Medarda de Piñero y la Casa Hogar Mana Petra.

### Parroquias
El municipio Seboruco cuenta con una (01) parroquia de nombre homónimo, con su capital Seboruco.
| Parroquia          | Superficie | Población  | Densidad       | Capital  |
| ------------------ | ---------- | ---------- | -------------- | -------- |
| 1.) Seboruco       | km²        | hab.       | hab./km²       | Seboruco |
| Municipio Seboruco | 117 km²    | 9.927 hab. | 77,47 hab./km² | Seboruco |

## Política y gobierno

### Alcaldes
| Período     | Alcalde                | Partido político / Alianza | Notas | % de votos |
| ----------- | ---------------------- | -------------------------- | ----- | --- |
| 1989 - 1992 | Rigoberto Vitto Pernia |                            | 68,49 | Primer alcalde bajo elecciones directas |
| 1992 - 1995 | Rigoberto Vitto Pernia |                            | 73,97 | Reelecto |
| 1995 - 2000 | Evelio Pérez           |                            | -     | Segundo alcalde bajo elecciones directas (se realizaron elecciones generales adelantadas en el 2000 debido a la aprobación de la Constitución de 1999) |
| 2000 - 2004 | Evelio Pérez           |                            | 64,22 | Reelecto |
| 2004 - 2008 | Luis Pulido            |                            | 55,44 | Tercer alcalde bajo elecciones directas |

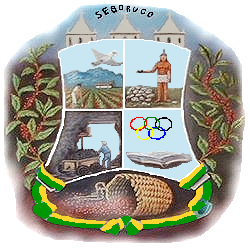
Escudo del municipio Seboruco del Estado Táchira.

| 2008 - 2013 | Luis Pulido            |                            | 51,12 | Reelecto (se postergan 1 año las elecciones municipales pautadas para finales del 2012)                                                                |
| 2013 - 2017 | Nero Marquez           |                            | 50,15 | Cuarto alcalde bajo elecciones directas |
| 2017 - 2021 | Jose Garcia            |                            | 54,39 | Quinto alcalde bajó elecciones directas |
| 2021 - 2025 | Luisnel Guerrero       |                            | 69,85 | Sexto alcalde bajó elecciones directas |
| 2025 - 2029 | Luisnel Guerrero       |                            |       | Reelecto |

### Concejo municipal
Período 1989 - 1992
| Concejales:              | Partido político / Alianza |
| ------------------------ | -------------------------- |
| Evelio Pérez             | COPEI                      |
| José Tibulo Rodríguez    | COPEI                      |
| Rosa Contreras de Pulido | COPEI                      |
| José Inocentes Roa       | COPEI                      |
| Telesforo Chacón         | AD                         |

Período 1992 - 1995
| Concejales:           | Partido político / Alianza |
| --------------------- | -------------------------- |
| José Tibulo Rodríguez | COPEI                      |
| Roselio Rondón        | COPEI                      |
| José Rondón           | COPEI                      |
| Fanny Contreras       | COPEI                      |
| Evelio Pérez          | COPEI                      |
| Hugo Sandía           | COPEI                      |
| Alfonso Molina        | AD                         |

Período 1995 - 2000
| Concejales:     | Partido político / Alianza |
| --------------- | -------------------------- |
| Hugo Sandía     | COPEI                      |
| Nosé Palmerio   | COPEI                      |
| Augusto Vega    | COPEI                      |
| Alfonzo Molina  | AD                         |
| Francisco Pérez | MAS                        |

Período 2000 - 2005
| Concejales:      | Partido político / Alianza |
| ---------------- | -------------------------- |
| Cecilia Peréz    | COPEI                      |
| Anibal Sánchez   | COPEI                      |
| Ender Guerrero   | COPEI                      |
| Domingo Guerrero | MVR                        |
| Darwin Chacon    | MVR                        |

Período 2005 - 2013
| Concejales:      | Partido político / Alianza |
| ---------------- | -------------------------- |
| Estela Sanchez   | MVR                        |
| António Zambrano | MVR                        |
| Humberto Ramírez | MVR                        |
| Lino Peréz       | MVR                        |
| Nero Marquez     | COPEI                      |

Período 2013 - 2018
| Concejales        | Partido político / Alianza |
| ----------------- | -------------------------- |
| Juan Carlos Pérez | MUD                        |
| Jose Rodríguez    | MUD                        |
| Carlos García     | MUD                        |
| Terecita Vitto    | MUD                        |
| Mariela Zambrano  | PSUV                       |

Período 2018 - 2021:
| Concejales       | Partido político / Alianza |
| ---------------- | -------------------------- |
| José Escalante   | COPEI                      |
| Ivonne Mora      | COPEI                      |
| Ender Mora       | COPEI                      |
| Luisnel Guerrero | COPEI                      |
| Luis Pulido      | PSUV                       |

Período 2021 - 2025
| Concejales       | Partido político / Alianza |
| ---------------- | -------------------------- |
| Bertha Contreras | COPEI                      |
| Freddy Duque     | COPEI                      |
| José Escalante   | COPEI                      |
| Alfonzo Molina   | COPEI                      |
| Olga Guerrero    | PSUV                       |